# Синботін
Синботін (рум. Sânbotin) — село у повіті Вилча в Румунії. Входить до складу комуни Деєшть.
Село розташоване на відстані 158 км на північний захід від Бухареста, 8 км на північ від Римніку-Вилчі, 104 км на північний схід від Крайови, 109 км на південний захід від Брашова.

## Населення
За даними перепису населення 2002 року у селі проживали 717 осіб. Усі жителі села рідною мовою назвали румунську.
Національний склад населення села:
| Національність | Кількість осіб | Відсоток |
| -------------- | -------------- | -------- |
| румуни         | 687            | 95,8%    |
| цигани         | 30             | 4,2%     |